# Hopman Cup 2008
De Hopman Cup 2008 (met de officiële naam Hyundai Hopman Cup) werd gehouden van 29 december 2007 tot en met 4 januari 2008. De Hopman Cup is een internationaal landentoernooi voor gemengde tennisteams, die in een ontmoeting twee enkelspelen en een gemengd dubbelspel spelen. Het toernooi wordt sinds 1989 ieder jaar in Perth gehouden, in Australië. Het was de 20e editie van het toernooi. De Verenigde Staten wonnen het toernooi voor de vijfde keer.

## Deelnemers volgens rangschikking
| 1. | Servië           | Jelena Janković (3) en Novak Đoković (3)    |    | 5.             | Argentinië                              | Gisela Dulko (37) en Juan Ignacio Chela (20) |
| 2. | Verenigde Staten | Serena Williams* (7) en Mardy Fish (39)     | 6. | Australië      | Alicia Molik (56) en Peter Luczak (79)  |                                              |
| 3. | Tsjechië         | Lucie Šafářová (23) en Tomáš Berdych (14)   | 7. | India          | Sania Mirza (31) en Rohan Bopanna (267) |                                              |
| 4. | Frankrijk        | Tatiana Golovin (13) en Arnaud Clément (54) | 8. | Chinees Taipei | Hsieh Su-wei (157) en Lu Yen-hsun (110) |                                              |

* Serena Williams meldde zich ziek af en werd in de eerste wedstrijd vervangen door Meghann Shaughnessy.

## Groepsfase

### Groep A
| Pos. | Land           | W | V | Wedstr. | Sets   |
| ---- | -------------- | - | - | ------- | ------ |
| 1.   | Servië         | 3 | 0 | 7 – 2   | 15 – 8 |
| 2.   | Frankrijk      | 2 | 1 | 6 – 3   | 13 – 7 |
| 3.   | Chinees Taipei | 1 | 2 | 3 – 6   | 9 – 14 |
| 4.   | Argentinië     | 0 | 3 | 2 – 7   | 7 – 15 |

#### Wedstrijden
| Servië                        | - | Chinees Taipei           | 3 - 0         |
| ----------------------------- | - | ------------------------ | ------------- |
| Jelena Janković               | - | Hsieh Su-wei             | 6-4, 6-4      |
| Novak Đoković                 | - | Lu Yen-hsun              | 7-5, 2-6, 6-3 |
| Jelena Janković/Novak Đoković | - | Hsieh Su-wei/Lu Yen-hsun | 3-6, 6-2, 7-6 |

| Frankrijk                      | - | Argentinië                      | 2 - 1    |
| ------------------------------ | - | ------------------------------- | -------- |
| Tatiana Golovin                | - | Gisela Dulko                    | 6-4, 6-3 |
| Arnaud Clément                 | - | Juan Ignacio Chela              | 3-6, 1-6 |
| Tatiana Golovin/Arnaud Clément | - | Gisela Dulko/Juan Ignacio Chela | 6-3, 6-2 |

| Servië                        | - | Frankrijk                      | 2 - 1               |
| ----------------------------- | - | ------------------------------ | ------------------- |
| Jelena Janković               | - | Tatiana Golovin                | 0-1 opgave Janković |
| Novak Đoković                 | - | Arnaud Clément                 | 6-3, 6-3            |
| Jelena Janković/Novak Đoković | - | Tatiana Golovin/Arnaud Clément | 5-7, 6-4, 7-6       |

| Argentinië                      | - | Chinees Taipei           | 0 - 3         |
| ------------------------------- | - | ------------------------ | ------------- |
| Gisela Dulko                    | - | Hsieh Su-wei             | 6-3, 6-7, 5-7 |
| Juan Ignacio Chela              | - | Lu Yen-hsun              | 3-6, 4-6      |
| Gisela Dulko/Juan Ignacio Chela | - | Hsieh Su-wei/Lu Yen-hsun | 6-3, 4-6, 6-7 |

| Servië                        | - | Argentinië                      | 2 - 1               |
| ----------------------------- | - | ------------------------------- | ------------------- |
| Jelena Janković               | - | Gisela Dulko                    | 7-6 opgave Janković |
| Novak Đoković                 | - | Juan Ignacio Chela              | 6-2, 6-3            |
| Jelena Janković/Novak Đoković | - | Gisela Dulko/Juan Ignacio Chela | 6-1, 3-6, 7-6       |

| Frankrijk                      | - | Chinees Taipei           | 3 - 0         |
| ------------------------------ | - | ------------------------ | ------------- |
| Tatiana Golovin                | - | Hsieh Su-wei             | 6-1, 6-1      |
| Arnaud Clément                 | - | Lu Yen-hsun              | 7-6, 6-4      |
| Tatiana Golovin/Arnaud Clément | - | Hsieh Su-wei/Lu Yen-hsun | 6-4, 4-6, 7-6 |

### Groep B
| Pos. | Land             | W | V | Wedstr. | Sets    |
| ---- | ---------------- | - | - | ------- | ------- |
| 1.   | Verenigde Staten | 3 | 0 | 8 – 1   | 16 – 4  |
| 2.   | India            | 1 | 2 | 4 – 5   | 10 – 12 |
| 3.   | Australië        | 1 | 2 | 3 – 6   | 8 – 12  |
| 4.   | Tsjechië         | 1 | 2 | 3 – 6   | 7 – 13  |

#### Wedstrijden
| Verenigde Staten               | - | India                     | 2 - 1         |
| ------------------------------ | - | ------------------------- | ------------- |
| Meghann Shaughnessy            | - | Sania Mirza               | 6-3, 4-6, 6-3 |
| Mardy Fish                     | - | Rohan Bopanna             | 6-2, 6-4      |
| Meghann Shaughnessy/Mardy Fish | - | Sania Mirza/Rohan Bopanna | 4-6, 4-6      |

| Tsjechië                     | - | Australië                 | 1 - 2    |
| ---------------------------- | - | ------------------------- | -------- |
| Lucie Šafářová               | - | Alicia Molik              | 5-7, 2-6 |
| Tomáš Berdych                | - | Peter Luczak              | 7-6, 6-4 |
| Lucie Šafářová/Tomáš Berdych | - | Alicia Molik/Peter Luczak | 5-7, 3-6 |

| Verenigde Staten           | - | Tsjechië                     | 3 - 0         |
| -------------------------- | - | ---------------------------- | ------------- |
| Serena Williams            | - | Lucie Šafářová               | 6-0, 2-6, 7-5 |
| Mardy Fish                 | - | Tomáš Berdych                | walk-over     |
| Serena Williams/Mardy Fish | - | Lucie Šafářová/Tomáš Berdych | 6-0, opgave   |

| Australië                 | - | India                     | 1 - 2         |
| ------------------------- | - | ------------------------- | ------------- |
| Alicia Molik              | - | Sania Mirza               | 2-6, 6-2, 4-6 |
| Peter Luczak              | - | Rohan Bopanna             | 7-6, 6-3      |
| Alicia Molik/Peter Luczak | - | Sania Mirza/Rohan Bopanna | 2-6, 6-4, 6-7 |

| Verenigde Staten           | - | Australië                 | 3 - 0    |
| -------------------------- | - | ------------------------- | -------- |
| Serena Williams            | - | Alicia Molik              | 6-2, 7-6 |
| Mardy Fish                 | - | Peter Luczak              | 7-6, 7-6 |
| Serena Williams/Mardy Fish | - | Alicia Molik/Peter Luczak | 6-2, 6-3 |

| Tsjechië                     | - | India                     | 2 - 1         |
| ---------------------------- | - | ------------------------- | ------------- |
| Lucie Šafářová               | - | Sania Mirza               | 6-2, 4-6, 6-3 |
| Tomáš Berdych                | - | Rohan Bopanna             | 6-4, 6-0      |
| Lucie Šafářová/Tomáš Berdych | - | Sania Mirza/Rohan Bopanna | 3-6, 2-6      |

## Finale
| Servië                        | - | Verenigde Staten            | 1 - 2         |
| ----------------------------- | - | --------------------------- | ------------- |
| Jelena Janković (forfait)     | - | Serena Williams (walk-over) | 0-1           |
| Novak Đoković                 | - | Mardy Fish                  | 6-2, 6-7, 7-6 |
| Jelena Janković/Novak Đoković | - | Serena Williams/Mardy Fish  | 6-7, 2-6      |